# كوسانو ميلانينو
كوسانو ميلانينو ( لومبارد محلي ) هي بلدة ومدينة في مدينة ميلانو الحضرية، في لومباردي. يقع كوسانو ميلانينو على بعد حوالي 13 كيلومترًا من وسط مدينة ميلانو.
تقع على حدود باديرنو دوجنانو، وسينسيللو بالسامو، وكورمانو وبريسو.

## الناس
توفي الاقتصادي الإيطالي وعالم الآثار الكونت كارلي في القرن الثامن عشر في المدينة ، التي كانت آنذاك جزءًا من دوقية ميلانو، في عام 1795.
كوسانو هي أيضا مسقط رأس لاعب كرة القدم السابق والمدرب جيوفاني تراباتوني